# Муромтепловоз
«Муромтепловоз» — российская машиностроительная компания, расположенная в городе Муром.
Изначально создавалась как железнодорожные мастерские, в 1926 году преобразованные в паровозоремонтный завод (Муромский паровозоремонтный завод НКПС), позже был расширен до локомотивостроительного завода, а с 1940-х начала выпуск и военной техники (бронетранспортёры).

## История

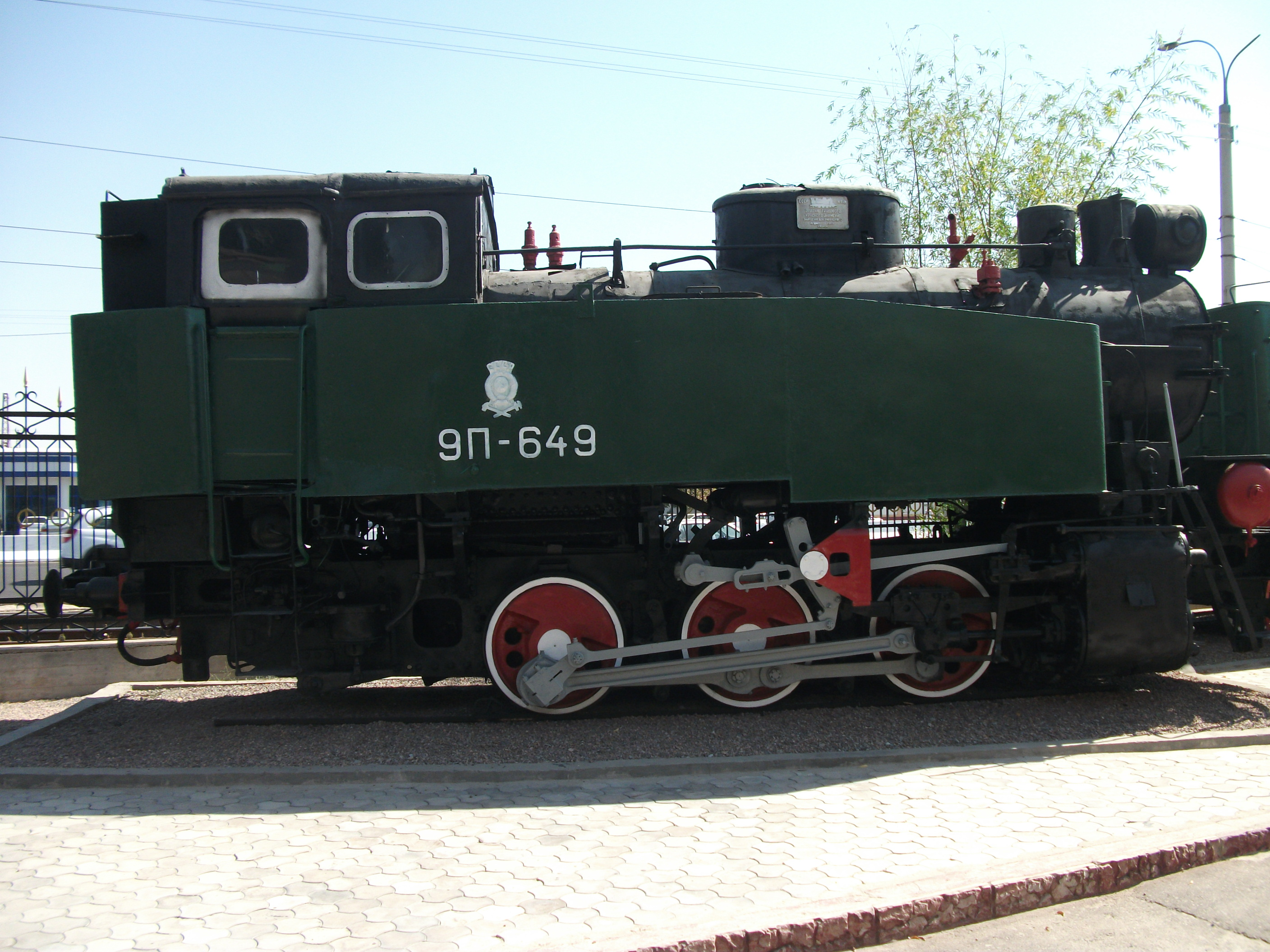
1946 — начат выпуск
Паровозов 9П

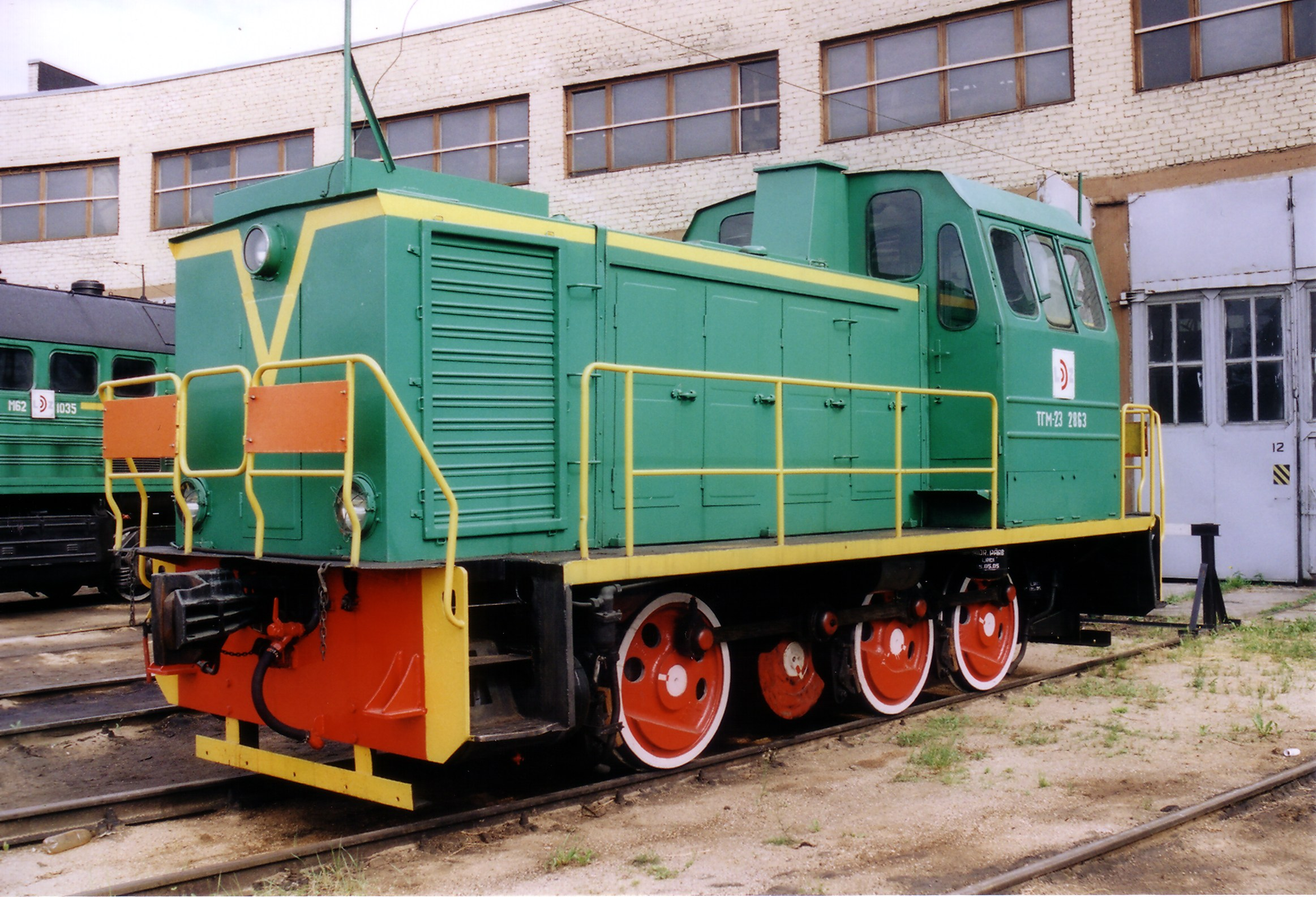
1962 — начат выпуск Тепловозов ТГМ23

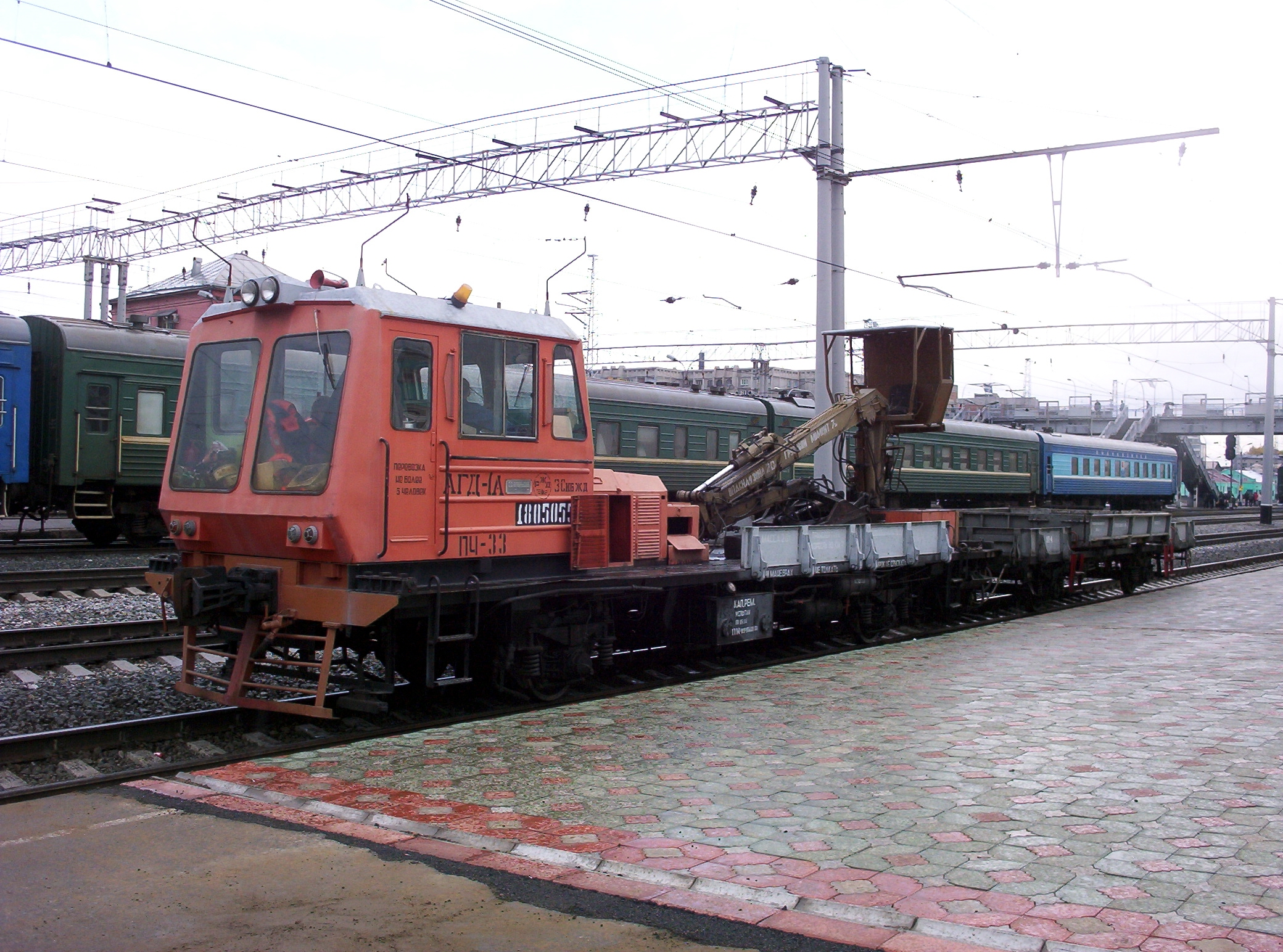
1992 — начат выпуск автомотрис АГД-1А

Строительство завода началось в 1911 году в связи со строительством железнодорожной линии Москва—Муром. Железнодорожный предприниматель, председатель Правления Московско-Казанской железной дороги Николай Фон Мекк, с целью снизить себестоимость ремонта локомотивов, принимает решение о переносе крупных железнодорожных мастерских, находившихся в Москве у Казанского вокзала, в Муром. Для этого в городе началось сооружение новых зданий. Из-за начавшейся вскоре Первой мировой войны перенос мастерских затянулся, и они смогли начать работу лишь в 1916 году. Однако уже в 1917 году завод ремонтирует сразу 128 паровозов.
Произошедшие в 1917 году революции, а затем и Гражданская война приводят к смене руководства завода. В 1920 году слесарь-большевик Василий Емельянов организует в сборочном цехе первую в стране ударную бригаду. Тогда же на одном из первых в стране субботников рабочие отремонтировали паровоз Ѳ («Фита»), который в честь этого события получил название «Паровоз имени Великого праздника Первое Мая».
В 1926 году мастерские преобразуют в «Завод им. Ф. Э. Дзержинского», а в 1929 году на заводе начинают издавать газету «Голос дзержинца».
В годы первых пятилеток на заводе начинается внедрение новых технологий ремонта, в том числе широкое применение электросварки.
В связи с началом Великой Отечественной войны завод переходит на выпуск военной продукции. Выпускаются бронекорпуса, башни, детали ходовой части для танков и самоходных установок СУ-76М. Завод также изготавливал корпуса гранат, снарядов, мин, а в феврале 1942 года был построен бронепоезд «Илья Муромец». В 1945 году предприятие было награждено орденом Трудового Красного Знамени и передано на вечное хранение Знамя Государственного комитета обороны.
Всего в разные годы на заводе работало 4 героя Советского Союза: Н. Ф. Гастелло, В. И. Филатов, А. В. Кукин и С. В. Шилов.
В 1946 году завод получает новое название — Муромский паровозостроительный, после чего на нём начинается выпуск маневрового паровоза 9П типа 0-3-0 и мощностью 300 л. с., а с 1955 года параллельно выпускался несколько изменённый вариант паровоза, получивший обозначение 9ПМ. Выпуск продолжался вплоть до 1957 года и был завершён в связи с окончанием паровозостроения в стране. При этом 9П стал последним выпускаемым в стране паровозом нормальной колеи (1524 мм), а всего Муромским заводом было построено 2736 паровозов данной серии.
Вместо него завод переходит на выпуск первого в СССР крупносерийного маневрового тепловоза — ТГМ1, который по своим тяговым параметрам был идентичен паровозу 9П. Проектирование этого тепловоза началось ещё в 1955 году под руководством главного конструктора — А. М. Русака, а первый локомотив был выпущен в конце 1956 года и вплоть до 1972 года было построено 3368 штук. В 1962 году под руководством Филатова был разработан и начал выпускаться тепловоз ТГМ23 мощностью 500 л. с. Тепловоз оказался настолько удачным, что его модификации (ТГМ23Д) выпускаются вплоть по настоящее время[когда?], а суммарный выпуск приближается к 9400 экземплярам. С 1992 года завод также выпускает автомотрисы. В том же году завод преобразуется в открытое акционерное общество, а в 1995 году на его территории была основана телестудия «Факт».

## Санкции
14 сентября 2023 года, в ответ на вторжение России на Украину, компания включена в блокирующий санкционный список США введённый в отношении предприятий, «которые предоставляют услуги по ремонту и техническому обслуживанию российскому оборонному сектору для поддержки неспровоцированной и незаконной войны против Украины»